# بوفالو (فیلم)
بوفالو فیلمی به کارگردانی کاوه سجادی حسینی و نویسندگی کاوه سجادی حسینی و تایماز افسری و تهیه‌کنندگی همایون اسعدیان ساخته سال ۱۳۹۳ است.
این فیلم در تاریخ ۹ دی ۱۳۹۴ در سینماهای ایران اکران شد.

## داستان فیلم
این فیلم داستان شکوفه و پیمان زوج جوانی است که مرتکب دزدی شده‌اند و به بندر انزلی می‌روند تا شخصی را ملاقات کنند غافل از اینکه طمعشان پرخطر است.

## بازیگران
- پرویز پرستویی در نقش بهرام بوفالو
- سهیلا گلستانی در نقش شکوفه
- هومن سیدی در نقش پیمان
- سیامک ادیب در نقش حسن
- پانته‌آ پناهی‌ها در نقش تارا خادم بیگی
- سیامک مظفری در نقش سیا